# Demi Lovato: Simply Complicated

„Протекла година је била једна од најтрансформативнијих година у мом животу и радујем се што ћу своје обожаваоце одвести на ово путовање континуираног раста и самооткривања како у својој музици тако и у личним искуствима.”

— Lovato on the documentary.
Demi Lovato: Simply Complicated је документарни филм из 2017. године о животу и каријери америчког певача, текстописца и глумца, Деми Ловато, објављен на YouTube-у 17. октобра 2017.у знак подршке свом шестом студијском албуму, Tell Me You Love Me. Director's cut документарца садржи додатних 10 минута и касније је објављен на YouTube Premium-у у децембру 2017. године.
Simply Complicated бележи како снимање албума Tell Me You Love Me, тако и догађаје у животу и каријери који раније нису били познати нити о којима се опширно расправљало, као што је почетак каријере на Disney Channel-у и разне личне борбе са биполарним афективним поремећајем и зависношћу. Ловато такође признаје неискреност у вези са почетним исходом опоравка у претходном документарцу, Demi Lovato: Stay Strong (2012), и открива да је заправо под утицајем кокаина током интервјуа о својој трезвености за тај филм.

## Синопсис
прати Ловато током снимања шестог студијског албума Tell Me You Love Me и садржи наступе и коментаре неколико музичких продуцената, као што су Мич Алан и Оук Фелдер. Документарац такође бележи живот и каријеру до 2017. године, као што су одрастање и почетак каријере као дечја звезда у серији Барни и пријатељи и касније као тинејџер на Disney Channel-у, као и свој први боравак на рехабилитацији 2010. због поремећаја у исхрани и емоционалне проблеме и своју каснију борбу са биполарним афективним поремећајем и зависношћу. У документарцу наступају и мајка Дијана де ла Гарза и сестре Далас Ловато и Медисон де ла Гарза које говоре о Деми и таленту од раног детињства, као и о биолошком оцу, који је био насилник и патио од алкохолизма и злоупотребе психоактивних супстанци. У филму такође наступају и коментари менаџера и животног тренера у то време, Фила Макинтајра и Мајка Бајера.

## Награде и номинације
Филм је номинован за најбољи музички документарац на MTV Movie & TV Awards-у 2018. године. Филм је такође номинован на Realscreen Awards-у 2019. године.